# Beine
Beine é uma comuna francesa na região administrativa de Borgonha-Franco-Condado, no departamento de Yonne. Estende-se por uma área de 21,21 km². Em 2010 a comuna tinha 491 habitantes (densidade: 23,1 hab./km²).